# Ярджиловци
Ярджиловци е село в Западна България. То се намира в община Перник, област Перник.

## География
Намира се на 10 километра западно от Перник по пътя през Батановци за Брезник. Селото е разделено на две части – основната на западния бряг на Конска (Граовската) река и по-малката наименована Кръстина махала, която е най-старата част и в нея е църквата и гробището. Основната част на селото е в североизточното подножие на планината Черна гора (Църна гора) висока 1129 метра, с най-висок връх Тумба.
От селото се вижда добре находящият се на около 500 метра от Тумба връх Китка – 1118 метра, до който се стига с ходене за 2 часа. На този връх има останки от средновековно крепостно съоръжение. От него се спускат радиално поне десетина дола, водата в които обикновено през лятото пресъхва. През останалото време на годината те пълнят два язовира находящи се над селото. Наречени са съответно от местните „стар“ и „нов“. По-новият е по-голям и се нарича „Осломе“, на името на селце, върху което е бил построен. Осломе е едно от трите съставните селища, от които преди повече от 300 години е било създадено днешното Ярджиловци. Населяващите околните села селяни му викат още „Китай“ поради многолюдността му в миналото.
Сравнително ниската, обширна и полегата планина Църна гора в чието подножие е разположено селото предоставя почти неограничени възможности за развъждане на дребен и едър добитък. Равнината около река Конска и заравнените била на хълмовете около селото дават добра възможност за земеделие, включително и поливно. Вдясно от пътя между селото и язовир Осломе има тракийска могила с диаметър около 70 метра и висока около 5 – 7 метра, което говори за добро благосъстояние на населяващите местността Граово още преди Христа. Ярджиловци е в центъра на областта Граово и може би е най-типично село от този регион.

## История
За най-старата история няма данни, но се предполага, че датира от Xll-XIII в. Открити са две надгробни могили (вероятно тракийски) и женска глинена фигура – идол, намерена при една от могилите, а също и останки от римски водопровод.
В средата на XV век (според турски документи) Ярджиловци е било хас (владение на бейлербей) с 25 домакинства и 4 ергени. Доканджии (соколари) на пашата били 10 души. Още в началото на XVII в. в селото имало 4 войника. Не били малко и джелепкешаните, които отглеждали овци за султанския двор.
В турско време, близо до пътя бил направен хан с яхъри за коне и турски обози спирали да пренощуват. Хората били яхърджии, ярджии, от където по всяка вероятност произлиза и името на селото. Легенда разказва, че някога през този път преминали керванджии, сред тях били Кръстан, Витан, Богдан и Пауна. Харесало им мястото. Най-възрастният брат – Кръстан останал тук и основал Кръстановота селище, наречено по-късно Кръстина махала. Сестра му Пауна се заселила в сегашната Паункова махала, близо до реката. Богдан продължил по поречието на реката и се заселил в селище наречено по-късно Богданов дол. Най-малкият бил добър зидар. Той тръгнал в друга посокаи се заселил в днишното село Зидарци. Витон основал село Витановци.
Писмени данни за селото има от 1721 и 1798 г. В картата на Хохщетер то е отбелязано с името Yerdilovci. А в турски извори за българската история стр.58 се среща записано името Yardurootche (ярджиловче), както и наименованието Арджеловци-XXI в.
Още през 1849 г. в с. Ярджиловци се създава килийното училище. Това потвърждават данните от Регистъра на Княжество България от 1885 – 1886 г. училището се намирало в сегашната Кръстина махала, където по това време имало около 70 къщи.
Основната част на селото е в североизточното подножие на планината Черна гора (Църна гора) висока 1129 метра – връх Тумба. От селото се вижда добре находящия се на около 500 метра от тумба връх Китка – 1118 метра, до който се стига с ходене за 2 часа. На този връх има останки от средновековно крепостно съоръжение. От него се спускат радиално поне десетина дола, водата в които обикновено през лятото пресъхва.
Днес селото наброява около 1200 постоянно живущи жители, през летния сезон достигат 2000. в центъра на селото се намират трите административни сгради на селото. Най-голямата и в бяло оцветена е тази на училището. В съседство са кметството и читалището. На около километър от селото в две различни посоки се намират язовирите „Раец“ и „Осломе“. Наречени съответно на местностите „стар“ и „нов“. По-новият е по-голям и се нарича „Осломе“, на името на селце върху което е бил построен. Осломе е едно от трите съставни селища, от които преди повече от 400 години е било създадено днешното Ярджиловци. В близост до язовира през 2001 г. е направена първата копка за изграждането на параклис „Св. Николай Летни“. Параклисът е изграден по инициатива на младежи, кмета на селото Григор Христов, доброволният труд на жителите на Ярджиловци и дарения. Причина за построяването му е голямата смъртност на млади хора от селото. И оттогава насам всяка година на 9 май се прави курбан за здраве. Двата язовира се използват за напояване, разходки, пикници, палаткови лагери, водни спортове и най-вече риболов. В селото има изградена добра транспортна мрежа.
Селото е било основано преди повече от 300 години на сегашното му място, като за целта турците събрали пръснатото на три паланки население от околностите му. Едни от най-старите фамилии основатели на селото са Карини, а също така и Боцини, чийто родоначалник се е казвал „Боце“. Друга известна фамилия, която е живяла на мястото при създаването на селото е Чакрини. Малко преди създаването на селото родоначалника на последната със звучното име Чакра се е преселил заедно с децата си от село Църна трава намиращо се около 20 – 30 км навътре от сегашната граница в територията на Сърбия.
По турско време в селото не е успял да се засели нито един турчин или циганин. Имало опит да бъде установен, като постоянен жител в това българско село, назначен за поляк турчин. Легендата говори, че ярджиловчани го удавили в реката, като представили смъртта му пред властта за нещастен случай. Опитите на това място да се заселят цигани е бил осуетяван с обикновен пердах, за който все още носят спомен някои по-стари представители на малцинството, дошли да търгуват на ярджиловския събор. В землището на селото в края на владичеството е било създадено черкезко селище, но обитателите му са били изгонени през времето на така нареченото „шопско въстание“ по време на Освободителната война и повече никога не са се върнали.

## Население
Ярджиловци е в центъра на областта Граово.

## Религии
- Източно православие

Църквата няма постоянен свещеник.

## Обществени институции
- Кметство, училище, читалище

## Културни и природни забележителности
Селото е сравнително голямо (около 800 жилищни имота) и все още пълнокръвно. Има действащо училище, което се намира в основната му част. От него са излезли през април 1944 година 17 души партизани наведнъж. 11 от тях не са се върнали след 9 септември. В тяхна памет е построен паметник костница в „Кръстината махала“ на кръстопътя между шосето Перник-Брезник и идващото от основната част на селото шосе, което продължава за село Витановци. Насреща е църквата „Свети Николай Мирликийски“.
Вдясно от пътя между селото и язовир Осломе има тракийска могила с диаметър около 70 метра и висока около 5 – 7 метра, което говори за добро благосъстояние на населяващите местността Граово още преди Христа.

## Редовни събития
- На 28 август всяка година („Успение Богородично“ по Юлианския календар) в селото се провежда събор. Официалното тържество по повод на събора, незнайно защо се провежда обаче вечерта на 27 август.

Старите хора от селото свидетелстват, че дълги години съборът се е празнувал в Кръстина махала. Това е мястото, на което селището е възникнало – там са били сградите на кметството, училището, черквата. Там е кипял усиленият обществен живот. Тъй като този бряг на река Конска, където е бил центърът на селото, е по-нисък, хората са търсели начин да се спасят от разливите ѝ. Едно от предположенията е, че именно затова жителите са се заселили на другия – по-високия бряг на реката.  Селото се разраствало, за да бъде и до днес едно от най-големите села в Пернишка община.
През 70-те години на ХХ век в Долната махала са изградени новите административни и обществени сгради. Едно до друго са училището, читалището, кметството. Това обособява и новия център на с. Ярджиловци. Традиционният събор започва да се чества пред сградата на читалище „Христо Ботев“.
Според отколешната традиция на 28 август в селото се събират роднини и близки около богати, специално приготвени за този празник трапези.  Една седмица преди този ден се прави голямо почистване на къщите и дворовете, кипи усилена подготовка за събора и посрещането на неговите гости. Вероятно в миналото дините са били неизменна част от трапезите.
- Сурвакарски празници 13 – 14 януари